# Ruffles

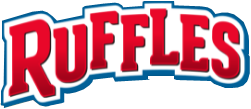
Logotipo antigo.

Ruffles é uma marca de batata chips (de corte ondulado) produzidas pela empresa brasileira Elma Chips, uma divisão da Frito-Lay, que adquiriu os direitos da marca alimentícia em 1974.
Consumida em 25 países, começaram a ser comercializadas no mercado brasileiro em 1986, juntamente com outro produto da empresa: o Doritos.

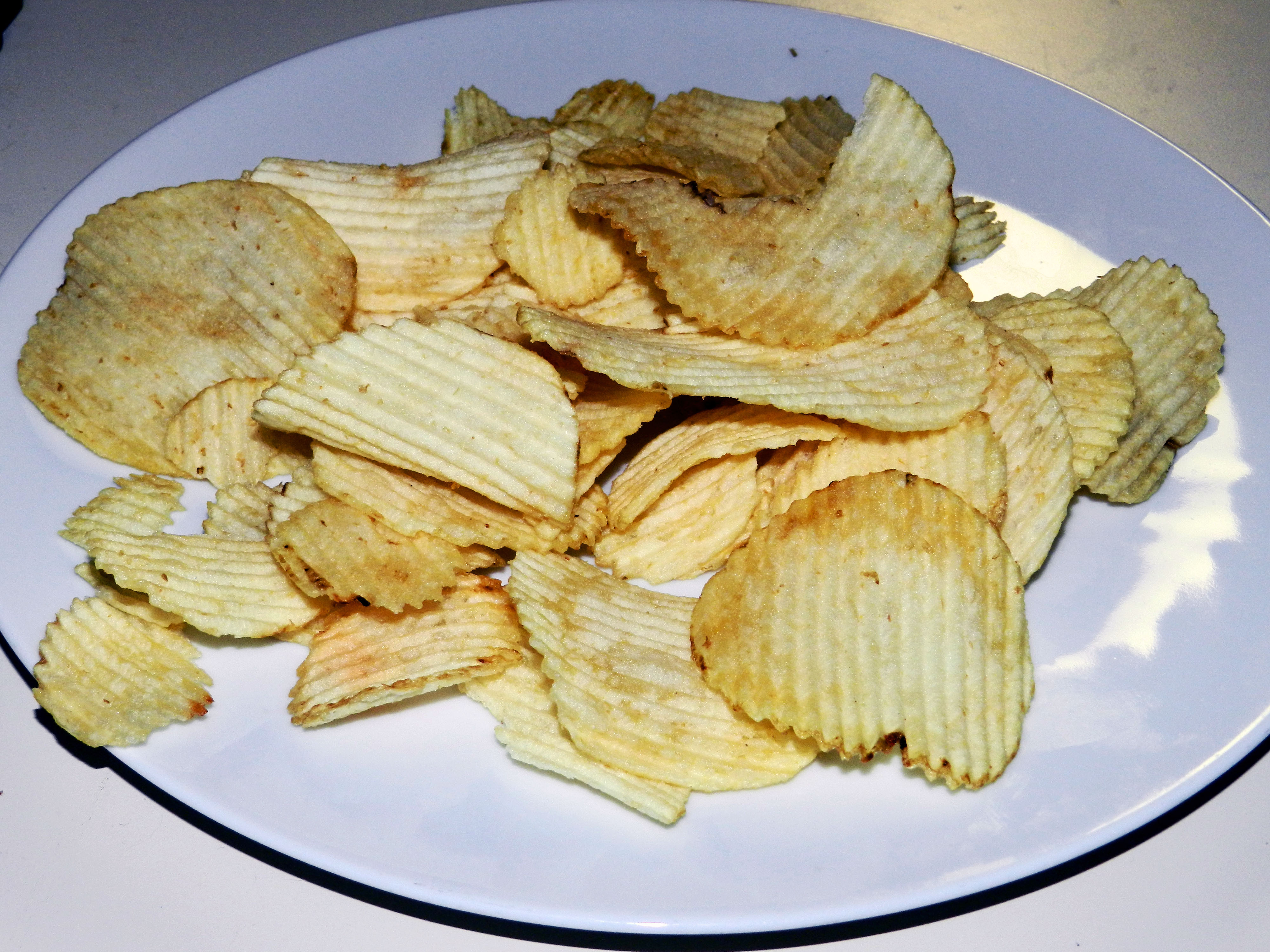
Um prato cheio com batatas Ruffles

Em 2010, é lançada a linha "De Montão", uma mistura dos salgadinhos Ruffles, Doritos e Baconzitos.

## Sabores
As batatas Ruffles são produzidas em diversos sabores e apresentações, ou seja, além do tradicional sabor (sal), embora algumas dessas variantes sejam produzidas exclusivamente para mercados regionais. As variedades existentes incluem: sour cream e cebola, cheddar e sour cream, queijo, churrasco, sal e vinagre, cream cheese e hot wings.
No Canadá, um sabor exclusivo de Ruffles conhecido como All-Dressed, uma mistura de sabores de ketchup, churrasco e sal e vinagre, é o mais popular no país.
No México, já foi vendido nos sabores jamón, molho de búfala e chile con queso. No Brasil tem sabor exclusivo: cebola e salsa, mas também tem outros sabores limitados como yakisoba, estrogonofe, mostarda com mel, calabresa, feijoada, burritos, costela, pizza e limão.

## Marketing
Em 2013, um mascote foi introduzido no Brasil nos comerciais da Ruffles: uma batata com calça e óculos escuros chamada Batatito que aparecia em comerciais voltados ao público adulto. O personagem também foi utilizado em comerciais no restante da América Latina. A última aparição de Batatito foi em 2017 aparecendo em um comercial do sabor limão aparecendo ao lado dos mascotes da Pepsi Twist, sendo também a única vez que apareceu na embalagem.